# Копачук Віталій Петрович
Віта́лій Петро́вич Копачу́к (30 квітня 1979 — 28 вересня 2015) — солдат Збройних сил України, учасник російсько-української війни.

## Життєпис
Народився 1979 року в селі Новий Вовчинець Чернівецької області. 1994 року закінчив 9 класів ЗОШ села Черепківці Глибоцького району; працював різноробом.
У липні 2015 року мобілізований, пройшов навчання на Яворівському полігоні; солдат, кулеметник 128-ї гірсько-піхотної бригади.
28 вересня 2015-го загинув під час виконання бойового завдання внаслідок підриву на міні поблизу смт Михайлівка Луганської області (за іншими даними — через необережне поводження зі зброєю поблизу міста Сєвєродонецьк).
1 жовтня 2015 року похований у селі Новий Вовчинець Глибоцького району.
Розлучений, без Віталія лишились мама, син 2001 р.н. та донька 2002 р.н.

## Вшанування
- 27 квітня 2016 року в селі Черепківці на будові загальноосвітньої школи відкрито меморіальну дошку Віталію Копачуку.
- 28 вересня 2020 року на головній площі Чернівців за участі капеланів та місцевих жителів, відбулось вшанування воїна Віталія Копачука.[2]
- Портрет героя встановлено на меморіалі "Стіна пам'яті полеглих за Україну" у Києві: секція 7, ряд 5, місце 42.
- 7 грудня 2018 року посмертно присвоєно звання "Почесний громадянин Глибоччини"